# 福岡県道535号薦野福間線
福岡県道535号薦野福間線（ふくおかけんどう535ごう こものふくません）は、福岡県古賀市から福津市に至る一般県道である。

## 概要
古賀市薦野から福津市中央6丁目に至る。

### 路線データ
- 起点：福岡県古賀市薦野（福岡県道534号清滝古賀線交点）
- 終点：福岡県福津市中央6丁目（福岡県道30号飯塚福間線交点）

## 歴史
- 1959年（昭和34年）4月1日 - 福岡県告示第232号により、県道薦野福間線として路線認定される（当時の整理番号は234）[1]。
- 2022年（令和4年）4月1日 - 福岡県告示第326号により、福岡県道30号飯塚福間線のバイパスと並行する旧道の県道指定が解除されたことにともない、終点が大和町交差点から福津市中央6丁目に短縮される[2]。

## 路線状況

### 道路施設

#### 橋梁
- こも野橋（大根川、古賀市）

## 地理

### 通過する自治体
- 福岡県
  - 古賀市 - 福津市

### 交差する道路
| 交差する道路              | 市町村名 | 交差する場所 | 交差する場所 |
| ------------------------- | -------- | ------------ | ------------ |
| 福岡県道534号清滝古賀線   | 古賀市   | 薦野         | 起点         |
| 福岡県道503号町川原赤間線 | 古賀市   | 薦野         |              |
| 国道3号                   | 福津市   | 上西郷       | 上西郷交差点 |
| 福岡県道30号飯塚福間線    | 福津市   | 中央6丁目    | 終点         |

### 交差する鉄道
- 鹿児島本線

### 沿線
- E3 九州自動車道 古賀SA
- 福津市立福間南小学校